# Ханнесбо, Маркус
Маркус Серуп Ханнесбо (дат. Marcus Serup Hannesbo; 11 мая 2002, Дания) — датский футболист, левый полузащитник клуба «Ольборг».

## Карьера
Занимался футболом в академии «Ольборга». С 2021 года игрок основной команды. 3 февраля 2021 года дебютировал в Датской Суперлиге в поединке против «Копенгагена», выйдя на поле в стартовом составе и отличившись на 39-й минуте. Спустя четыре дня, в поединке следующего тура против «Брондбю» Маркус также смог отметиться забитым голом.
Также Маркус привлекался в молодёжные сборные Дании различных возрастов.